# Phototropine
La phototropine est un photorécepteur végétal intervenant dans les phénomènes de croissance et développement, d'ouverture stomatique, de mouvement chloroplastique et de mobilisation du stock calcique[réf. souhaitée]. On distingue les phototropines PHOT1 des phototropines PHOT2 qui vont percevoir respectivement des intensités lumineuses différentes : faibles pour PHOT 1 et élevées pour PHOT 2.

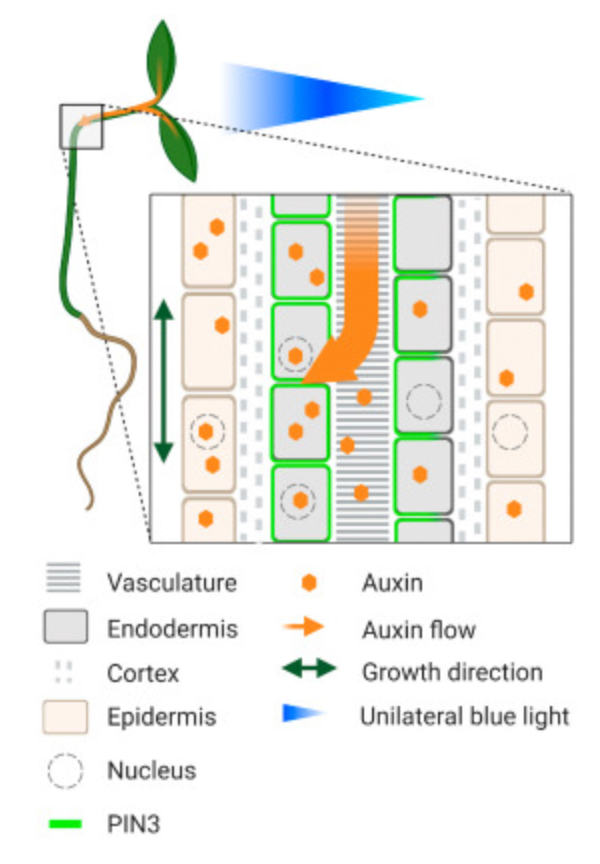
Diffusion d'auxine dans le phototropisme

Leurs structures protéiques sont similaire : du côté C-ter, elle possèdent un domaine avec une activité kinase (qui phosphoryle d'autres molécules, entre autres ici des protéines) et du côté N-ter deux domaines: LOV1 et LOV2, qui sont des domaines photosensibles.
En effet, dans le domaine LOV est niché un chromophore FMN (molécule particulière). La lumière bleu va modifier les interactions entre le chromophore et le domaine LOV et ainsi créer une liaison covalente entre le chromophore et un résidu cystéine qui aura pour résultante une modification conformationnelle de la phototropine : elle se déplie, rendant par conséquent son domaine kinase opérationnel.
Ainsi la lumière va venir activer les phototropines de par leur extrémité N-ter qui vont donc pouvoir aller phosphoryler d'autres protéines de par leurs extrémités C-ter et ainsi amorcer le processus de phototropisme.